# احضار: شیطان مرا وادار کرد
احضار: شیطان مرا وادار کرد (انگلیسی: The Conjuring: The Devil Made Me Do It)، یک فیلم آمریکایی در ژانر فراطبیعی ترسناک به کارگردانی مایکل چاوز است. فیلم‌نامه این فیلم توسط دیوید لزلی جانسون بر پایه داستانی از جیمز وان نوشته شده‌است. این فیلم دنباله‌ای بر فیلم‌های احضار (۲۰۱۳) و احضار ۲ (۲۰۱۶) و در مجموع هشتمین فیلم دنیای سینمایی احضار به حساب می‌آید. از بازیگران آن می‌توان به ورا فارمیگا و پاتریک ویلسون اشاره کرد که باری دیگر در نقش اد و لورن وارن ظاهر شده‌اند.
توسعه اولیه قسمت سوم احضار، در سال ۲۰۱۶ آغاز شد، اگرچه جیمز وان اظهار کرد به دلیل تداخل با دیگر برنامه‌ها قادر به کارگردانی در این مجموعه نیست. پیتر سفرن، تهیه‌کننده فیلم، تأیید کرد که این فیلم دیگر در مورد خانه تسخیر شده نیست. تا ژوئن ۲۰۱۷، رسماً اعلام شد که قسمت سوم در دست ساخت است و دیوید لزلی جانسون برای نوشتن فیلمنامه استخدام شد. مایکل چاوز پس از کارگردانی فیلم نفرین لیورونا به عنوان کارگردان فیلم اعلام شد.
احضار: شیطان مرا وادار کرد، در تاریخ ۴ ژوئن ۲۰۲۱ (۱۴ خرداد ۱۴۰۰) توسط برادران وارنر در آمریکا منتشر شد. به دلیل همه‌گیری بیماری کرونا و تأثیر آن بر روی وضعیت سینما، تاریخ اکران این فیلم که در اصل قرار بود در ۱۱ سپتامبر ۲۰۲۰ (۲۱ شهریور ۱۳۹۹) باشد برای چندین ماه به تعویق افتاد. انتشار فیلم همچنین با پخش همزمان یک‌ماهه توسط سرویس پخش جریانی اچ‌بی‌او مکس، از تاریخ مذکور، آغاز شد. دنباله این فیلم با عنوان احضار: آخرین مراسم در سال ۲۰۲۵ منتشر می‌شود.

## داستان فیلم
در سومین قسمت از مجموعه سه‌گانه احضار، اد و لورن وارن (محقق مسایل فرا طبیعی) بر روی پرونده‌ای جدید تحقیق می‌کنند که آن‌ها را شوکه کرده و به یکی از پر سر و صداترین پرونده‌هایشان تبدیل می‌شود؛ در سال ۱۹۸۱ شخصی به نام آرنی جانسون (Arne Cheyenne Johnson) صاحب خانه خود را به قتل می‌رساند؛ و در دادگاه ادعا می‌کند که هیچ کنترلی بر روی قتلی که انجام داده نداشته‌است و توسط نیروهای‌های شیطانی تسخیر شده‌است که اولین پرونده در تاریخ ایالات متحده آمریکا است که رد پای نیروهای شیطانی دیده می‌شود و به این ترتیب اد و لورین وارن این بار با موجودی شیطانی روبرو هستند که فراتر از هر چیزی که تاکنون دیده بودند می‌باشد.
در سال ۱۹۸۱، شیطان شناسان اد و لورن وارن، جن‌گیری دیوید گلاتزل ۸ ساله را با حضور خانواده وی، خواهرش دبی، دوست پسرش آرن جانسون و پدر گوردون در بروکفیلد ، کنتیکت، ثبت می‌کنند. در هنگام جن‌گیری، آرن از شیطان می‌خواهد تا به جای بدن دیوید، وارد بدن او شود. اد با مشاهده شیطان که خود را از بدن دیوید به بدن آرن منتقل می‌کند، دچار حمله قلبی شده و در حالی که به اغما رفته‌است، به بیمارستان منتقل می‌شود.
یک ماه بعد، اد در بیمارستان به هوش می‌آید و به لورن این موضوع را اطلاع می‌دهد که شاهد ورود شیطان به بدن آرن بوده‌است. او پلیس را به خانهٔ دبی و آرن می‌فرستد و به آن‌ها هشدار می‌دهد که یک اتفاق ناگوار در آنجا در شرف وقوع است. آرن و دبی به خانه خود برمی گردند. آرن پس از تجربهٔ احساسی ناخوشایند و دیدن رویاهای ماوراء طبیعی، صاحبخانه خود، برونو ساولز، را تحت تأثیر تسخیرشدگی شیطانی با زدن ۲۲ ضربه چاقو به قتل می‌رساند. با حمایت وارن‌ها، پرونده وی به اولین محاکمه قتل آمریکایی تبدیل می‌شود که ادعای تسخیرشدگی شیطانی را به عنوان دفاع از خود دارد، و در نتیجه تحقیقات دربارهٔ تسخیرشدگی شیطانی دیوید آغاز می‌شود. وارن‌ها بعداً متوجه می‌شود که نفرین شیطانی از توتم جادوگران دست به دست شده‌است و در نهایت به دست کاستنر، کشیش سابق که قبلاً با شاگردان فرقه رم سروکار داشت، می‌افتد. او به آن‌ها می‌گوید که یک ساحر عمداً توتم را ترک کرده بود، در نتیجه خانواده گلاتزل نفرین شده و باعث تسخیر دیوید شده‌است.
وارن‌ها به دنورس، ماساچوست می‌رود تا در مورد مرگ کتی لینکلن، که او نیز ۲۲ ضربه چاقو خورده، تحقیق کنند. کارآگاهان یک توتم را در خانه دوست دختر کتی، جسیکا، پیدا کردند که مفقود شده‌است. لورن رؤیایی را برای بازسازی صحنه قتل راه اندازی می‌کند و متوجه می‌شود که جسیکا قبل از پریدن از صخره، کتی را تحت تسخیر شیطانی کشته‌است و باعث می‌شود تا کارآگاهان جسد او را پیدا کنند. وارن‌ها به سردخانه ای که بدن او در آن نگهداری می‌شود می‌روند و لورن دست جسد را لمس می‌کند تا به مکان غیبی کمک کند. لورن، در یک رؤیا، از یک تونل تاریک عبور می‌کند و شاهد تلاش یک ساحر برای خودکشی کردن آرن است، اما به موقع او را متوقف می‌کند. لورن توسط ساحر تهدید می‌شود و او به اد می‌گوید که ارتباط آن‌ها به صورت دوطرفه قابل انجام است.
وارن‌ها برای تحقیقات بیشتر به خانه خود در کنکتیکت بازمی‌گردند. اد برای مدتی هوشیاری خود را از دست می‌دهد و سپس تحت تأثیر ساحر قرار گرفته و در شرف کشتن لورن است اما توسط درو به موقع متوقف می‌شود. آن‌ها بعداً توتم را در خانه خود که در داخل یک گلدان گل رز سیاه پنهان شده بود پیدا می‌کنند. درو کتابی از جادوگری استرگریان را به اد می‌دهد و می‌گوید «برای این که نفرین برداشته می‌شود، محرابی که ساحر در آن فعالیت می‌کند باید از بین برود.» وقتی متوجه می‌شوند کتی در دانشگاه فیرفیلد در این نزدیکی تحصیل کرده‌است، تصور می‌کنند که ساحر در همان منطقه فعالیت می‌کند.
لورن برای کمک به پیش کاستنر بازمی‌گردد و او فاش می‌کند که دختری به نام ایسلا را بزرگ کرده‌است، که این امر بر خلاف شرط تجرد روحانی در کلیسای کاتولیک است. او به لورن می‌گوید که در طول تحقیقاتش، شیفتگی او به امور غیبی افزایش یافته و بعداً به ساحر تبدیل شده‌است. هنگامی که ساحر وارد می‌شود، کاستنر به لورن اجازه می‌دهد به تونل‌هایی که محراب را در آن قرار دارد دسترسی پیدا کند اما ساحر کاستنر را می‌کشد. اد با پتک خود به داخل تونل‌ها می‌رود و پس از رویارویی با ساحر، محراب را خراب می‌کند و خود، لورن و آرن را نجات می‌دهد. زن ساحر به سمت محراب شکسته اش می‌رود، اما بعد از شکست در تکمیل نفرین به دست شیطانی که او را احضار کرده بود کشته می‌شود.
اد جام محراب را در اتاق یادگاری‌های خود در کنار نقاشی والاک و عروسک آنابل قرار می‌دهد. آرن به قتل غیر عمد محکوم می‌شود اما پس از ازدواج با دبی در زندان تنها پنج سال از طول مدت مجازات خود را می‌گذراند.
احضار براساس داستان واقعی میباشد.

## بازیگران
- پاتریک ویلسون در نقش اد وارن
  - میچل هوگ در نقش جوانی اد وارن
- ویرا فارمیگا در نقش لورین وارن
  - مگان اشلی براون در نقش جوانی لورین وارن
- روآیری اوکانر در نقش آرن چاین جانسون
- سارا کاترین هوک در نقش دبی گلاتزل
- جولیان هلیارد در نقش دیوید گلاتزل
- شارلین آمویا در نقش جودی گلاتزل
- پل ویلسون در نقش کارل گلاتزل
- استرلینگ جرینز در نقش جودی وارن
- شانون کوک در نقش درو توماس
- استیو کولتر در نقش پدر گوردون
- رونی جین بلوینز در نقش آلن بونو
- اینگرید بیسو

## بازخورد

### فروش گیشه
تا تاریخ ۶ ژوئن ۲۰۲۱ این فیلم موفق شد در آمریکای شمالی، نزدیک به ۲۲ میلیون دلار فروش داشته باشد. در حالی که میزان فروش در دیگر کشورها حدود ۳۳ میلیون دلار برآورد شد، در مجموع این فیلم تا این تاریخ نزدیک به ۵۷ میلیون دلار درآمد جهانی، داشته‌است.
در ایالات متحده، این فیلم در کنار انیمیشن روح بی‌نام اکران شد، و پیش‌بینی می‌شد در انتهای هفته افتتاحیه خود از ۱۵۰۰ سالن سینما در سطح کشور، ۲۰ تا ۱۵ میلیون دلار درآمد کسب کند. این فیلم در روز اول خود ۹٫۸ میلیون دلار درآمد کسب کرد و انتظارهای قبلی را به ۲۵ تا ۲۷ میلیون دلار افزایش داد. در نهایت احضار ۳، با ۲۴ میلیون دلار فروش، دومین فیلم کم فروش در دنیای احضار شد، اما علی‌رغم اینکه در اچ‌بی‌او مکس بدون هیچ گونه هزینه اضافی در دسترس بود، همچنان در رده نخست جدول فروش قرار گرفت.